# Visoka (gmina Kuršumlija)
Visoka (cyr. Висока) – wieś w Serbii, w okręgu toplickim, w gminie Kuršumlija. W 2011 roku liczyła 103 mieszkańców.